# 安全内容自动化协议
安全内容自动化协议（英語：Security Content Automation Protocol，SCAP）是用于自动化漏洞管理、评估和条款符合检测的一套标准（例如，2002年的美国联邦信息安全管理法案）。美国国家漏洞数据库（NVD）就是美国政府为安全内容自动化协议制定的知识库。

## 目的
安全内容自动化协议（SCAP，读作“ess-cap”），结合了一系列用于评估软件缺陷和安全相关问题的开放标准，用于系统测试来发现漏洞，并根据漏洞可能造成的影响提供评分标准。是意图将上述开放标准用于自动化漏洞管理、评估和条款符合检测的一套标准。SCAP定义了如下标准（SCAP协议组成）之间如何协调：

## SCAP协议组成
- 通用漏洞披露（Common Vulnerabilities and Exposures，CVE）
- 通用配置枚舉（Common Configuration Enumeration，CCE）
- 通用平台枚舉（Common Platform Enumeration，CPE）
- 通用漏洞评分系统（Common Vulnerability Scoring System，CVSS）
- 可擴展配置清單描述格式（Extensible Configuration Checklist Description Format，XCCDF）
- 开放漏洞评估语言（Open Vulnerability and Assessment Language，OVAL）

从SCAP 1.1版开始
- 開放清單互動語言（Open Checklist Interactive Language，OCIL）2.0版

从SCAP 1.2版开始
- 资产鉴定
- 资产报告格式（Asset Reporting Forma，ARF）
- 通用配置评分系统（Common Configuration Scoring System，CCSS）
- 安全自动化数据信任模型（Trust Model for Security Automation Data，TMSAD）

从SCAP 1.3版开始
- 軟體識別碼（Software Identification，SWID）

## SCAP檢核表
安全内容自动化协议檢核表建立電腦安全組態以及NIST SP 800-53控制框架之間的聯結，並且進行標準化。SCAP會用在NIST風險管理框架的實現、評估及監控步驟中。在NIST的联邦信息安全管理法案（FISMA）實施計劃中，SCAP是其中的一部份。

## SCAP確認方案
SCAP確認方案（SCAP Validation Program）是確認實施SCAP標準產品的能力。NIST的國家實驗室自願認可計劃（NVLAP）有核可在此計劃下的獨立實驗室來進行SCAP確認。

## 外部連結
- Security Content Automation Protocol web site （页面存档备份，存于）
- National Vulnerability Database web site （页面存档备份，存于）
- Mitre "Making Security Measurable" web site （页面存档备份，存于）
- SCAP Search （页面存档备份，存于）
- FISMA （页面存档备份，存于）
- NVLAP accredited SCAP validation laboratory （页面存档备份，存于）
- SCAP validated products web page （页面存档备份，存于）